# جائزة المجر الكبرى 1990
جائزة المجر الكبرى 1990 هو سباق فورمولا 1 أقيم بتاريخ 12 أغسطس 1990 في حلبة المجر. كان العاشر من أصل 16 في بطولة العالم لسباقات الفورمولا واحد موسم 1990. حلّ البلجيكي تييري بوتسين أولا بينما جاء البرازيلي آيرتون سينا في المركز الثاني وحصل على المركز الثالث البرازيلي نيلسون بيكيه.